# Gabriel das Neves
 Gabriel das Neves  (Ilha Terceira, Açores, Portugal, 3 de Dezembro de 1875 —?) foi um músico português estudou no Real Conservatório de Lisboa. Foi organista e pianista muito conhecido.